# 管理咨询
管理咨詢（英語：Management Consulting），有時被稱為企業管理諮詢或管理顧問，即通過對公司現存問題的分析提出改進方案和未來發展方案。管理咨詢業指專門實行該種業務的公司。
一般而言，管理咨詢公司的咨詢一般分為四大階段，即現狀診斷、方案設計、輔導實施和跟蹤服務。這類咨詢現在越來越多的向非商業領域之外拓展，例如擴展到擔負培訓與不同機構的管理業務等等。目前全球公認最頂尖著名的管理咨詢公司分別為波士頓諮詢公司（Boston Consulting Group），麥肯錫公司（McKinsey & Company）和貝恩策略顧問公司（Bain & Company），並稱為三大管理諮詢公司。
今天管理咨詢的迅猛發展，導致了人力供過於求，不同管理公司與講師水平不一的問題，很多企業所需要的管理咨詢服務已不再是管理理論的普及、不再是對其他企業運營模式和管理體系的簡單抄襲，而是要求提供當前複雜問題具有針對性、創新性、系統性和可實施性的管理解決方案，在現代軟件的幫助下管理咨詢也邁入了數據化，一般是要明確分析企業的狀況報表以提供老闆做決策，還要出各種點子長期配合客戶的解決需要。而更高階的戰略管理顧問則應該擁有充分的業內經驗，為企業提供面向全決策鏈優化的管理咨詢服務，協助企業高級管理層制定准確的決策、加強中層經理的執行力、促進基層員工的工作效率，從而全面提升企業的運營效率。

## 基本介紹
管理咨詢，就是管理醫生。由具有豐富經營理論知識和實踐經驗的專家，與企業有關人員密切配合，應用科學的方法對企業進行調研、診斷，找出存在的問題，分析產生問題的原因，並提出解決方案，指導方案的推行實施，以達到解決問題、達成企業的經營目標、推動企業健康穩健發展的目的。管理咨詢與培訓講師大不相同。培訓以理念為主，解決共性問題，解決問題點，沒有實際作為﹔而咨詢以實際操作為主，針對企業實際情況解決個別性問題，而且是系統地解決掉，差異相當大。
最早的管理咨詢公司由麻省理工學院教授建于1890年代的Arthur D. Little。從根本上來講，管理咨詢的發源地是英、美。咨詢行業是19世紀后期和20世紀早期的美國先驅以及20世紀20年代之后的英國管理思想家和商人建立起來的。
特定的管理諮詢公司可能會從事多個產業。但從廣義上講，管理諮詢公司專注於可以分為四個不同的重要領域的業務：傳統專業、資訊技術 、人力資源、利基型。

## 薪水
全球管理顧問年薪以區域及生活水準而異，但以全球最頂尖的管理咨詢公司波士頓諮詢公司和麥肯錫公司而言，他們用最雄厚的薪水及年終獎金來獎勵員工，以下是BCG跟麥肯錫2013年最新的薪水加年終獎金分布圖：
- 大學或碩士剛畢業的分析師或專員：$75,000至$100,000 美元
- MBA或博士（PhD）剛畢業的專員或顧問：$140,000至$200,000美元
- 專案經理（MBA/PhD + 3年）：$250,000至$350,000美元
- 主任（MBA/PhD + 5年）：$500,000至$800,000美元
- 合夥人（MBA/PhD + 8年）：$1,000,000+ 美元以上
- 資深合夥人（MBA/PhD + 10+年）: $3,000,000+ 美元以上

## 國際市場
該產業的市場規模大約在1,250億元美元以下，並且在未來的幾年裡戰略管理咨詢，這個產業一定會變得很重要，至少在企業領導者的手中來說會很重要。

## 趋势

### 四大会计事务所
从2010年之后，四大会计事务所（德勤，毕马威，普华永道和安永）在战略管理市场加快了布局。2002年德勤收购了Monitor Group 现在成为Monitor Deloitte ，普华永道2011年收购PRTM，2013年收购Booz & Company。四大会计事务所还试图收购罗兰贝格。
德勤连续六年被Gartner年度咨询报告提名为最大的咨询公司。
| 公司             | 收入    | 财政年度 | 来源  |
| ---------------- | ------- | -------- | ----- |
| 德勤（Deloitte） | $14.7bn | 2015     | [ 8 ] |
| 普华永道（PwC）  | $12.7bn | 2015     | [ 8 ] |
| 安永（EY）       | $12.1bn | 2015     | [ 8 ] |
| 毕马威（KPMG）   | $10.7bn | 2015     | [ 8 ] |